# Wir danken dir, Gott, wir danken dir

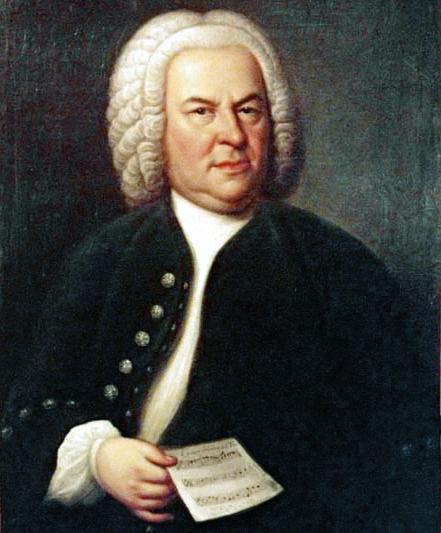
Johann Sebastian Bach

Wir danken dir, Gott, wir danken dir (BWV 29) is een religieuze cantate gecomponeerd door Johann Sebastian Bach.

## Programma
De cantate werd gecomponeerd ter gelegenheid van de verkiezing van een nieuwe gemeenteraad in Leipzig en werd op 27 augustus of 29 augustus 1731 uitgevoerd. Het schrijven en uitvoeren van cantates ter gelegenheid van de installatie van een nieuwe gemeenteraad, behoorde tot de verantwoordelijkheden van Bach en hij heeft dan ook meerdere cantates geschreven voor deze gelegenheden. Ondanks de wereldlijke aanleiding was het gebruikelijk een religieuze cantate uit te voeren, vandaar dat deze cantate is ingedeeld bij de religieuze cantates en niet bij de wereldlijke.

## Opbouw van de cantate
1. Sinfonia
2. Koor: Wir danken dir, Gott, wir danken dir
3. Aria (tenor): Halleluja, Stärk und Macht
4. Recitatief (bas): Gottlob! es geht uns wohl!
5. Aria (sopraan): Gedenk an uns mit deiner Liebe
6. Recitatief (alt): Vergiß es ferner nicht, mit deiner Hand
7. Aria (alt): Halleluja, Stärk und Macht
8. Koraal: Sei Lob und Preis mit Ehren

## Tekst
De tekst van het openingskoor is afkomstig uit psalm 75. De tekst van het slotkoraal is het vijfde couplet van het koraal "Nun lob, mein Seel, den Herren" van Johann Gramann. De teksten van de tussenliggende aria's en recitatieven zijn van onbekende hand.

## Muzikale bezetting
De cantate is geschreven voor solo sopraan, alt, tenor en bas en vierstemmig koor. Gezien de feestelijke gebeurtenis ter gelegenheid waarvan deze cantate is geschreven, is de muzikale begeleiding groot: het orkest bestaat uit orgel, twee hobo's, drie trompetten, pauk, violen en begeleiding via basso continuo.

## Toelichting
De sinfonia is een bewerking van de prelude van de partita voor soloviool in E majeur, BWV 1006. In plaats van viool, wordt de solomuzieklijn echter door het orgel gespeeld, begeleid door voltallig orkest. Het vierstemmig openingskoor werd later door Bach hergebruikt in het Gratias agimus tibi in de Hohe Messe. De aria's en recitatieven zijn symmetrisch opgebouwd: aria - recitatief - aria - recitatief - aria, waarbij de eerste aria aan het eind van de cantate herhaald wordt, alleen de tweede keer gezongen door alt in plaats van tenor. De middelste aria is een zachte sopraan-aria in de vorm van een siciliano, begeleid door hobo en strijkers.